# ザ・グラップラー
ザ・グラップラー（The Grappler、本名：Edward Lynn Denton、1958年8月25日 - ）は、アメリカ合衆国のプロレスラー。テキサス州ハンブル出身。
ヒールの覆面レスラーとして、アメリカ南部や太平洋岸北西部を主戦場に活動した。

## 来歴
1977年にオクラホマ地区でデビューした後、1970年代後半は素顔のレン・デントン（Len Denton）名義でフロリダのCWF、ジョージアのGCW、ノースカロライナのMACWなどNWAの各テリトリーを転戦。TVテーピングのジョバーやハウス・ショーの前座要員としてキャリアを重ねた。
1980年6月より、ビル・ワットが主宰していた中南部のMSWAにおいて、覆面レスラーのザ・グラップラー（The Grappler）に変身。9月18日にテッド・デビアスを破り、フラッグシップ・タイトルの北米ヘビー級王座を獲得、翌年5月31日にジェイク・ロバーツに敗れるまで長期政権を築く。その間の1981年1月31日にはキラー・カール・コックスからミシシッピ・ヘビー級王座も奪取。4月18日にはニューオーリンズのスーパードームで行われたタッグチーム・トーナメントにスーパー・デストロイヤーとの覆面コンビで出場。アンドレ・ザ・ジャイアント&ダスティ・ローデスなどのチームを相手に勝ち抜き、決勝でディック・マードック&ジャンクヤード・ドッグを下してミッドサウス・タッグ王座も獲得した。
1982年7月、新日本プロレスに初来日。アントニオ猪木の欠場していたシリーズだったが、同時参加していたマードックやアドリアン・アドニス、グレッグ・バレンタインらのパートナーとなって時折メインイベントにも出場し、ダイナマイト・キッドと組んでのタッグマッチではタイガーマスクとも対戦した。
1982年11月、サンアントニオのサウスウエスト・チャンピオンシップ・レスリングにおいてトニー・アンソニーをパートナーに、自身がグラップラー1号（Grappler #1）、アンソニーがグラップラー2号（Grappler #2）となって覆面タッグチームのザ・グラップラーズ（The Grapplers）を結成。1983年1月15日にはリッキー・モートン&ケン・ルーカスを破ってSCWサウスウエスト・タッグ王座を獲得、ダイナミック・デュオ（ジノ・ヘルナンデス&タリー・ブランチャード）やニュー・シープハーダーズ（ルーク・ウィリアムス&ジョナサン・ボイド）ともタイトルを争った。
メンフィスのCWAにも参戦して、1983年8月1日にファビュラス・ワンズ（スティーブ・カーン&スタン・レーン）からAWA南部タッグ王座を奪取。カンザスシティのCSWでは1984年4月12日にオーツ・ブラザーズ（ジェリー・オーツ&テッド・オーツ）、7月26日にアップタウン・ボーイズ（マーティ・ジャネッティ&トミー・ロジャース）を破り、NWAセントラル・ステーツ・タッグ王座を2回獲得した。同時期、アンソニーとは素顔のダーティ・ホワイト・ボーイズ（The Dirty White Boys）としても活動している。
アンソニーとのコンビ解消後はシングルの覆面レスラーに戻り、1985年10月よりダラスのWCCWに参戦して、12月9日にブライアン・アディアスからNWAテキサス・ヘビー級王座を奪取。翌年2月にWCCWはNWAを脱退したため、NWAの認定タイトルとしての同王座の最後のチャンピオンとなった。WCCWではフォン・エリック・ファミリーをはじめ、ブルーザー・ブロディやディンゴ・ウォリアーとも対戦している。
1987年9月より、太平洋岸北西部のパシフィック・ノースウエスト・レスリング（PNW）に定着。10月31日にオレゴン州ポートランドでマイク・ミラーを破り、フラッグシップ・タイトルのNWAパシフィック・ノースウエスト・ヘビー級王座を獲得したが、1988年10月15日、アメリカ遠征に出ていた藤波辰巳にタイトルを奪われる。同年12月、新日本プロレスへ6年ぶりに再来日。12月5日の愛知県体育館でのリターンマッチでは敗退するも、帰国後の12月10日にポートランドにて藤波に雪辱を果たし、タイトル奪回に成功した。以降、1990年にかけて同王座を通算7回獲得。NWAパシフィック・ノースウエスト・タッグ王座にはパートナーを代えて通算11回戴冠した。
1992年5月にはW★INGプロモーションに来日。5月5日の泉佐野大会での中牧昭二との試合は、パシフィック・ノースウエスト・ヘビー級王座のタイトルマッチとして行われた。5月7日には後楽園ホールにて、ワフー・マクダニエルとインディアン・ストラップ・マッチで対戦した。
1992年にPNWが活動を停止してからはセミリタイア状態となり、ポートランドやダラスのインディー団体に時折参戦。1998年には素顔のレン・デントンとしてWCWのTVテーピングに登場、5月11日のマンデー・ナイトロではUSヘビー級王者ビル・ゴールドバーグのジョバーを務めた。2000年代からもポートランドのインディー団体へのゲスト出場を続け、2005年8月13日にはジミー・スヌーカと対戦した。

## 得意技
- クローズライン
- ニー・ドロップ
- ニー・リフト

## 獲得タイトル
ミッドサウス・レスリング・アソシエーション
- ミッドサウス北米ヘビー級王座：1回[8]
- ミッドサウス・ミシシッピ・ヘビー級王座：2回[9]
- ミッドサウス・タッグ王座：1回（w / スーパー・デストロイヤー）[10]

サウスウエスト・チャンピオンシップ・レスリング
- SCWサウスウエスト・タッグ王座：2回（w / トニー・アンソニー）[13]

コンチネンタル・レスリング・アソシエーション
- AWA南部タッグ王座：1回（w / トニー・アンソニー）[14]

セントラル・ステーツ・レスリング
- NWAセントラル・ステーツ・タッグ王座：2回（w / トニー・アンソニー）[15]

ワールド・クラス・チャンピオンシップ・レスリング
- NWAテキサス・ヘビー級王座：1回 [16]

パシフィック・ノースウエスト・レスリング
- NWAパシフィック・ノースウエスト・ヘビー級王座：7回[19]
- NWAパシフィック・ノースウエスト・タッグ王座：11回（w / ザ・ターミネーター、アブダ・デイン（英語版）、スコッティ・ザ・ボディ、ブライアン・アダムス、ジ・エコライザー（英語版）×2、ロン・ハリス、スティーブ・ドール×4）[21]